# Mariusz Strzałka
Mariusz Strzałka (* 27. března 1959 Vratislav, Polsko) je bývalý polský a německý sportovní šermíř, který se specializoval na šerm kordem.
V roce 1988 s Robertem Felisiakem emigroval z Polska do Západního Německa. Na olympijských hrách startoval v roce 1980 a v roce 1996. V roce 1980 byl na olympijských hrách členem polského družstva kordistů, které vybojovalo stříbrnou olympijskou medaili. V roce 1984 přišel o účast na olympijských hrách kvůli bojkotu a v roce 1988 kvůli emigraci. Při své druhé účasti na olympijských hrách v roce 1996 se v soutěži jednotlivců probojoval do osmifinále a s německým družstvem obsadil čtvrté místo. V roce 1995 získal s německým družstvem kordistů titul mistra světa.